# Hanne Engberg
Hanne Engberg (Geburtsname: Hanne Alice Chrom; * 11. September 1935 in Frederiksberg) ist eine dänische Schriftstellerin. 1994 wurde sie mit dem Søren-Gyldendal-Preis ausgezeichnet.

## Leben
Nach dem Abitur in Frederiksborg 1953 begann sie ein Studium der dänischen und englischen Sprache und schloss dieses 1962 mit einem Magister ab. Danach unterrichtete sie an den Schulen Rødovre Statsskole (1964–1966), Båring Højskole (1966–1973) und Kolding Højskole (1973–1976). Von 1977 bis 1979 war sie am Institut für dänische Schulgeschichte der Danmarks Lærerhøjskole tätig.
Ihr literarisches Debüt gab sie 1979 mit Rejsen til Smyrna. Neben einigen anderen Preisen erhielt sie zwischen 1992 und 1996 ein Stipendium der Carlsberg-Stiftung. 1994 wurde ihr der Søren-Gyldendal-Preis für das Buch En Frigørelseshistorie. Margrethe Vullum 1846–1918 verliehen. 1996 erschien eine Biografie des Dichters Helge Rode mit dem Titel   En Digters Historie. Helge Rode 1870–1937.
Engberg war vom 23. Oktober 1979 bis zum 8. Dezember 1981 Folketing-Abgeordnete der Socialistisk Folkeparti (Wahlkreis Vestre Storkreds).